# Židovský hřbitov v Českém Dubu
Židovský hřbitov v Českém Dubu existoval od 18. století a zanikl po zabrání Českého Dubu roku 1938 Německem (v letech 1938–1940). Na původním místě na okraji města při ulici Řídícího učitele Škody zanikl beze zbytku (včetně ohradní zdi). Materiál ze zničeného hřbitova byl užit na dláždění ulic. Pouze tři náhrobky byly zachovány jako nacistická „trofej“, jsou umístěny v parku Blaschkovy vily (sídlo Podještědského muzea).

## Tři dochované náhrobní kameny

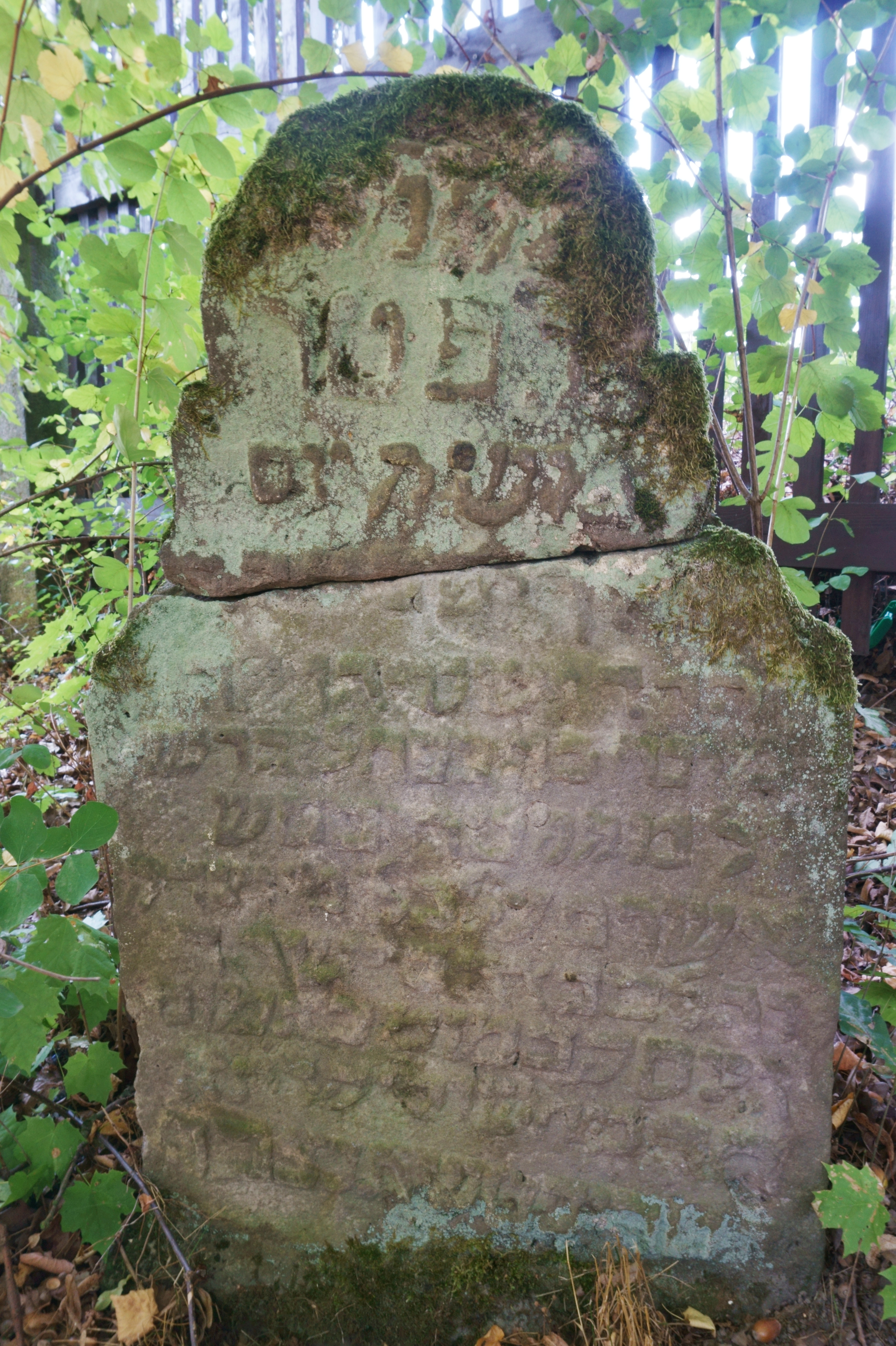
První náhrobní kámen
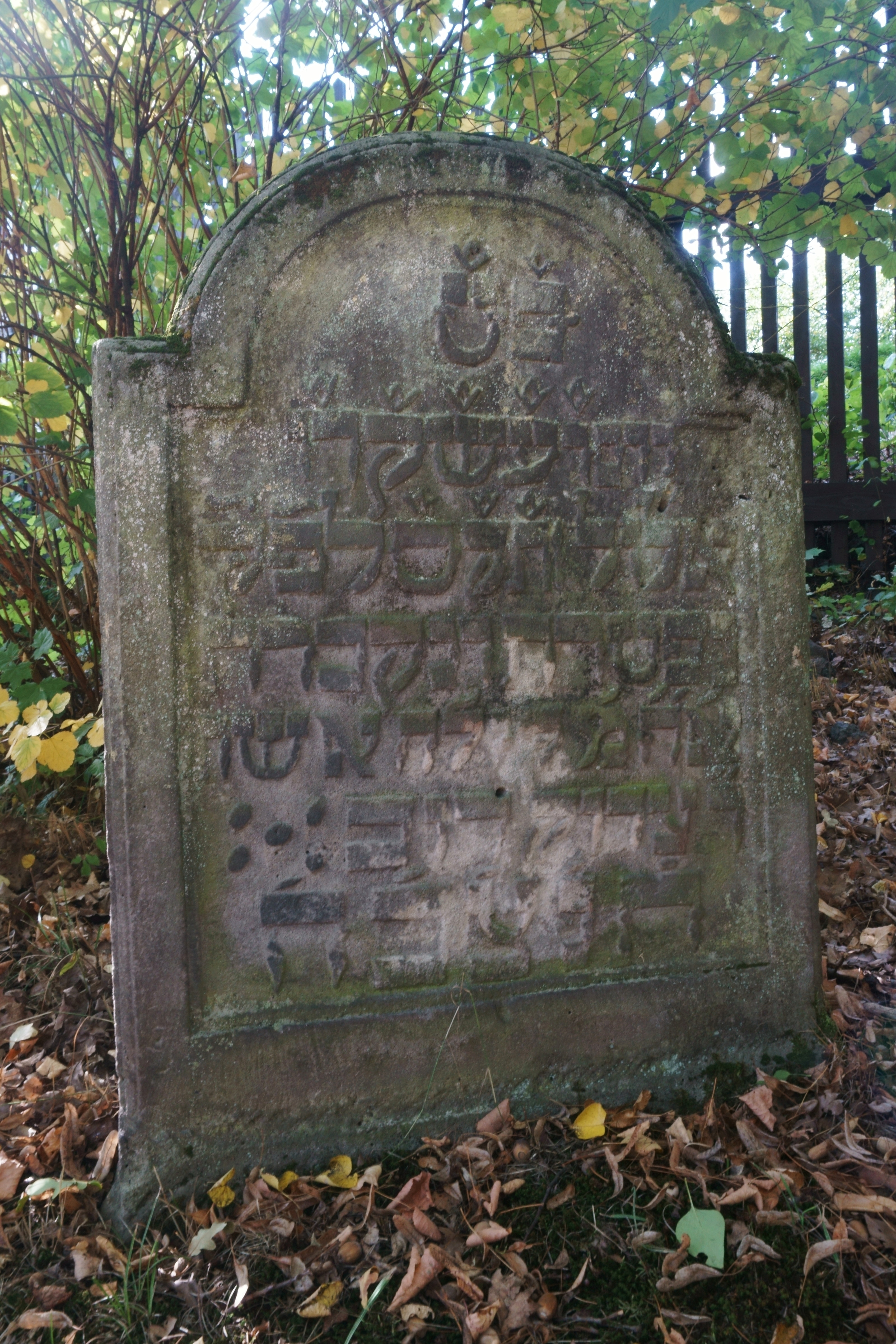
Druhý náhrobní kámen
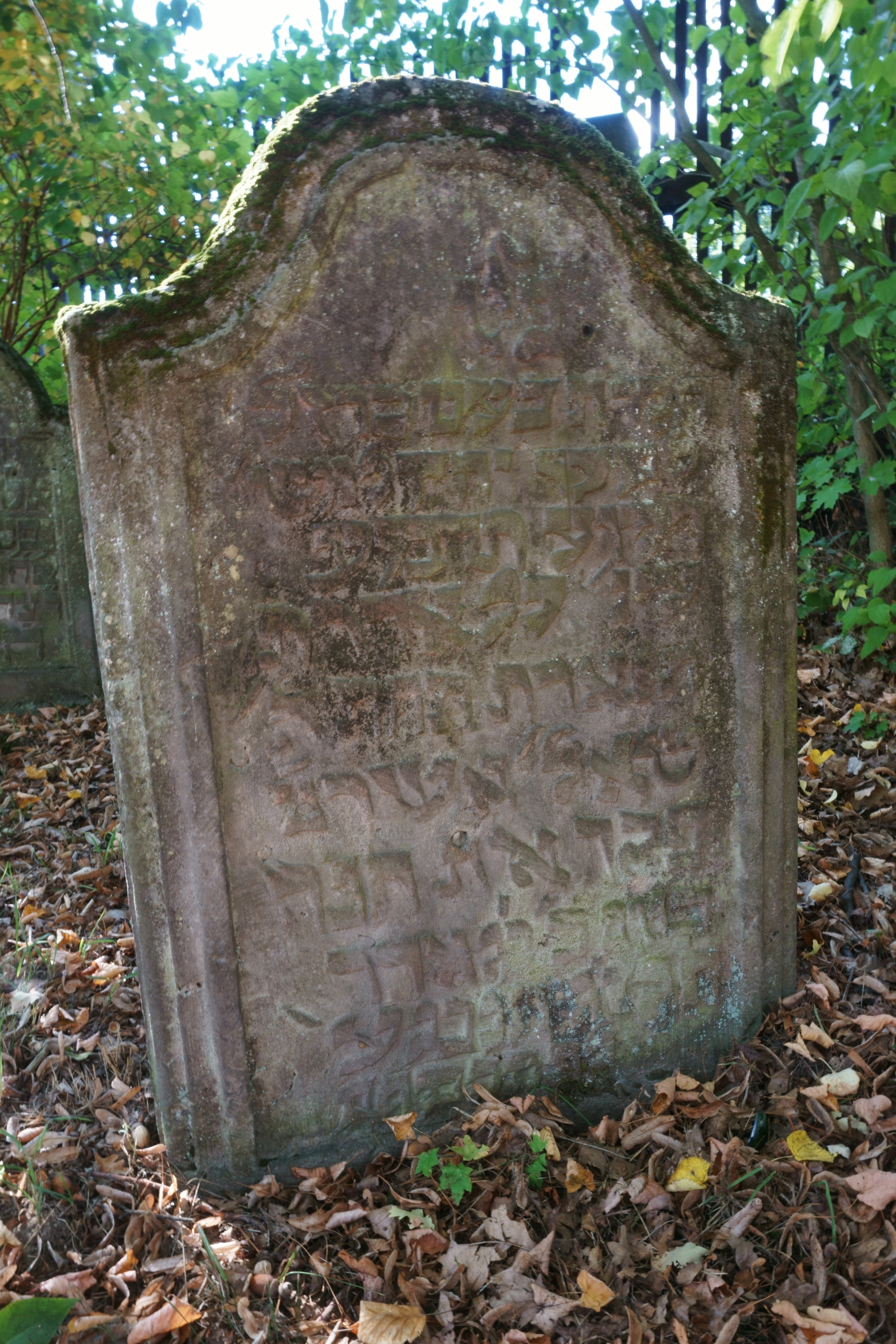
Třetí náhrobní kámen